# Friedrichroda
Friedrichroda är en stad i Thüringen, på norra sluttningen av Thüringer Wald, sydväst om Gotha.  Den var tidigare en livligt besökt kurort.